# Ernst Andersson
Ernst Andersson (ur. 26 marca 1909 w Göteborgu, zm. 9 października 1989) – szwedzki piłkarz i trener, reprezentant kraju.

## Kariera klubowa
Swoją karierę piłkarską przypadającą na okres od 1927 do 1943 związał z klubem IFK Göteborg. W barwach tego klubu dwukrotnie zdobywał mistrzostwo Szwecji w sezonach 1934/35 oraz 1941/42. Przez 16 lat gry dla IFK rozegrał 296 spotkań, w których strzelił 6 bramek. 
| Sezon   | Klub         | Kraj    | Rozgrywki   | Mecze | Bramki |
| ------- | ------------ | ------- | ----------- | ----- | ------ |
| 1927/28 | IFK Göteborg | Szwecja | Allsvenskan |       |        |
| 1928/29 | IFK Göteborg | Szwecja | Allsvenskan | 6     | 0      |
| 1929/30 | IFK Göteborg | Szwecja | Allsvenskan | 22    | 0      |
| 1930/31 | IFK Göteborg | Szwecja | Allsvenskan | 22    | 0      |
| 1931/32 | IFK Göteborg | Szwecja | Allsvenskan | 20    | 0      |
| 1932/33 | IFK Göteborg | Szwecja | Allsvenskan | 21    | 0      |
| 1933/34 | IFK Göteborg | Szwecja | Allsvenskan | 20    | 0      |
| 1934/35 | IFK Göteborg | Szwecja | Allsvenskan | 22    | 0      |
| 1935/36 | IFK Göteborg | Szwecja | Allsvenskan | 21    | 2      |
| 1936/37 | IFK Göteborg | Szwecja | Allsvenskan | 22    | 0      |
| 1937/38 | IFK Göteborg | Szwecja | Allsvenskan |       |        |
| 1938/39 | IFK Göteborg | Szwecja | Superettan  |       |        |
| 1939/40 | IFK Göteborg | Szwecja | Allsvenskan |       |        |
| 1940/41 | IFK Göteborg | Szwecja | Allsvenskan |       |        |
| 1941/42 | IFK Göteborg | Szwecja | Allsvenskan |       |        |
| 1942/43 | IFK Göteborg | Szwecja | Allsvenskan |       |        |

## Kariera reprezentacyjna
Karierę reprezentacyjną rozpoczął 17 czerwca 1931 w meczu przeciwko reprezentacji Niemiec zremisowanym 0:0. W 1934 József Nagy, ówczesny selekcjoner reprezentacji Szwecji powołał Anderssona na Mistrzostwa Świata. 
Zagrał w spotkaniu z Argentyną i w ćwierćfinałowym meczu z Niemcami. Razem z ekipą osiągnął na włoskim turnieju ćwierćfinał. Po raz ostatni w reprezentacji zagrał 3 października 1937 w przegranym 1:2 spotkaniu z Danią. Łącznie w latach 1931–1937 zagrał w 29 spotkaniach reprezentacji Szwecji.
| Mecze i gole w reprezentacji | Mecze i gole w reprezentacji | Mecze i gole w reprezentacji | Mecze i gole w reprezentacji | Mecze i gole w reprezentacji | Mecze i gole w reprezentacji | Mecze i gole w reprezentacji |
| #                            | Data                         | Miasto                       | Przeciwnik                   | Gol                          | Wynik                        | Rozgrywki                    |
| ---------------------------- | ---------------------------- | ---------------------------- | ---------------------------- | ---------------------------- | ---------------------------- | ---------------------------- |
| 1.                           | 17.06.1931                   | Sztokholm                    | Niemcy                       |                              | 0:0                          | towarzyski                   |
| 2.                           | 28.06.1931                   | Sztokholm                    | Dania                        |                              | 3:1                          | Mistrzostwa Nordyckie        |
| 3.                           | 03.07.1931                   | Sztokholm                    | Finlandia                    |                              | 8:2                          | Mistrzostwa Nordyckie        |
| 4.                           | 27.09.1931                   | Oslo                         | Norwegia                     |                              | 1:2                          | Mistrzostwa Nordyckie        |
| 5.                           | 08.11.1931                   | Budapeszt                    | Węgry                        |                              | 1:3                          | towarzyski                   |
| 6.                           | 01.07.1932                   | Göteborg                     | Norwegia                     |                              | 1:4                          | Mistrzostwa Nordyckie        |
| 7.                           | 17.07.1932                   | Sztokholm                    | Austria                      |                              | 3:4                          | towarzyski                   |
| 8.                           | 06.11.1932                   | Bazylea                      | Szwajcaria                   |                              | 1:2                          | towarzyski                   |
| 9.                           | 11.06.1933                   | Sztokholm                    | Estonia                      |                              | 6:2                          | El. MŚ 1934                  |
| 10.                          | 18.06.1933                   | Sztokholm                    | Dania                        |                              | 2:3                          | Mistrzostwa Nordyckie        |
| 11.                          | 23.05.1934                   | Sztokholm                    | Polska                       |                              | 4:2                          | towarzyski                   |
| 12.                          | 27.05.1934                   | Bolonia                      | Argentyna                    |                              | 3:2                          | MŚ 1934                      |
| 13.                          | 31.05.1934                   | Mediolan                     | III Rzesza                   |                              | 1:2                          | MŚ 1934                      |
| 14.                          | 17.06.1934                   | Kopenhaga                    | Dania                        |                              | 2:3                          | Mistrzostwa Nordyckie        |
| 15.                          | 01.07.1934                   | Sztokholm                    | Norwegia                     |                              | 3:3                          | Mistrzostwa Nordyckie        |
| 16.                          | 23.09.1934                   | Sztokholm                    | Łotwa                        |                              | 3:1                          | towarzyski                   |
| 17.                          | 12.06.1935                   | Sztokholm                    | Finlandia                    |                              | 2:2                          | Mistrzostwa Nordyckie        |
| 18.                          | 16.06.1935                   | Göteborg                     | Dania                        |                              | 3:1                          | Mistrzostwa Nordyckie        |
| 19.                          | 30.06.1935                   | Sztokholm                    | III Rzesza                   |                              | 3:1                          | towarzyski                   |
| 20.                          | 01.09.1935                   | Sztokholm                    | Rumunia                      |                              | 7:1                          | towarzyski                   |
| 21.                          | 22.09.1935                   | Oslo                         | Norwegia                     |                              | 2:0                          | Mistrzostwa Nordyckie        |
| 22.                          | 14.06.1936                   | Kopenhaga                    | Dania                        |                              | 3:4                          | Mistrzostwa Nordyckie        |
| 23.                          | 21.06.1936                   | Sztokholm                    | Szwajcaria                   |                              | 5:2                          | towarzyski                   |
| 24.                          | 05.07.1936                   | Göteborg                     | Norwegia                     |                              | 2:0                          | Mistrzostwa Nordyckie        |
| 25.                          | 27.09.1936                   | Helsinki                     | Finlandia                    |                              | 1:2                          | Mistrzostwa Nordyckie        |
| 26.                          | 17.05.1937                   | Sztokholm                    | Anglia                       |                              | 0:4                          | towarzyski                   |
| 27.                          | 16.06.1937                   | Sztokholm                    | Finlandia                    |                              | 4:0                          | El. MŚ 1938                  |
| 28.                          | 19.09.1937                   | Oslo                         | Norwegia                     |                              | 2:3                          | Mistrzostwa Nordyckie        |
| 29.                          | 03.10.1937                   | Sztokholm                    | Dania                        |                              | 1:2                          | Mistrzostwa Nordyckie        |

## Kariera trenerska
W latach 1941–1942 jako grający trener prowadził zespół IFK Göteborg, który doprowadził do mistrzostwo Szwecji w roku 1942.

## Sukcesy
IFK Göteborg
- Mistrzostwo Szwecji (2): 1934/35, 1941/42 (jako grający trener)